# Gare de Sterpenich
La gare de Sterpenich est une ancienne gare ferroviaire belge de la ligne 162, de Libramont à Sterpenich située à Sterpenich, section de la commune d'Autelbas, dans la province de Luxembourg en Région wallonne. Elle servait pour le contrôle douanier des voyageurs et marchandises à la frontière entre la Belgique et le Luxembourg
Existant depuis l'ouverture de la ligne en 1859, elle ferme en 1988. Les trains traversent désormais le site sans s'y arrêter.

## Situation ferroviaire
Établie à 321 m d'altitude, la gare de Sterpenich était située au point kilométrique (PK) 145,5 de la ligne 162, de Namur à Sterpenich (frontière) entre le point d'arrêt de Barnich (PK 142,6) et la frontière luxembourgeoise (PK 146,8).

## Histoire
La station de Sterpenich est mise en service le 15 septembre 1859 par la Grande compagnie du Luxembourg qui inaugure par cet acte la dernière section de la Ligne du Luxembourg (Bruxelles - Namur - Arlon), concédée en 1846 à des investisseurs anglais cherchant à raccourcir le trajet vers la Méditerranée et les Indes, dont la construction s'avéra mouvementée. Le même jour la compagnie, française, des Chemins de fer de l'Est, exploitant des lignes concédées à la Société royale grand-ducale des chemins de fer Guillaume-Luxembourg, ouvre à l'exploitation la ligne de Luxembourg à la frontière belge, actuelle ligne 5 (CFL).
À l'origine, les formalités de douane s'exercent en gare d'Arlon. Avec l'augmentation du trafic, elles sont reportées au plus près de la frontière, à Sterpenich. Les installations pour le stationnement des wagons de marchandises à dédouaner sont agrandies au XXe siècle.[réf. nécessaire] La construction d'un bâtiment et des travaux de remblai qualifiés de "considérables" ont lieu de 1872 à 1874.
La GCL est nationalisée en 1873 après plusieurs années de négociations faisant intervenir plusieurs acteurs européens. Les Chemins de fer de l'État belge deviennent l'exploitant de la ligne du Luxembourg tandis que les Chemins de fer de l'Est ont perdu peu avant le contrôle sur le réseau Guillaume-Luxembourg après la défaite de 1870. La Direction générale impériale des chemins de fer d'Alsace-Lorraine remplace la Compagnie de l'Est.
Des agrandissements successifs ont lieu pour faire face à la montée du trafic des marchandises. En 1912, une nouvelle campagne d'expansion doit être réalisée à la suite d'un accord avec les chemins de fer d'Alsace-Lorraine pour organiser le changement de locomotives à Sterpenich. L'afflux de marchandises était tellement important que l'activité pouvait être sérieusement entravée voire paralysée comme à la fin du mois de janvier 1914.
Après la Seconde Guerre mondiale, la gare de Sterpenich perd de son importance avec la simplification des contrôles douaniers sur les marchandises et l'électrification de la ligne en 1956. Les vastes installations marchandises disparaissent[Quand ?] et le grand bâtiment est désaffecté en 1963 lorsque les quais sont reportés en direction du passage à niveau. Il sera rasé l'année suivante.
Le point d'arrêt de Sterpenich est finalement supprimé en 1988. Rien ne subsiste des installations en dehors du terrain vague de part et d'autre des voies principales, où se trouvaient les bâtiments et voies de garage de la gare frontalière de Sterpenich.

## Patrimoine ferroviaire
Le bâtiment des recettes a été démoli en 1964. La construction est adjugée en août 1872 par la Grande compagnie du Luxembourg et se termine en 1874. La construction du pavillon des toilettes et des agrandissements pour un montant de près de 42 500 fr, à comparer avec le montant de 38 000 francs pour la construction du bâtiment de la gare de Waregem adjugée le même jour.
La dimension importante de ce bâtiment, doté de trois corps de logis, s'explique par son rôle de gare-frontière avec un bureau pour le receveur des douanes en plus de celui du chef de gare. Les photographies et cartes d'époque montrent la présence d'au-moins une voie de l'autre côté du bâtiment. Le quai de cette dernière semble ne pas avoir possédé d'abri, alors que celui donnant sur la ligne actuelle possédant une marquise métallique à colonnes courant sur toute la longueur des bâtiments principaux, exception faite des annexes.
Il se composait d'une aile de service à toit plat, de deux travées côté cour, de trois pavillons à étage de trois travées dotés d'une lucarne côté voies et séparés par deux ailes de quatre travées sans étage. Une seconde aile basse à trois travées complétée par une série de bâtiments annexes complètent le bâtiment en direction de la frontière grand-ducale.